# Pascal Nouma

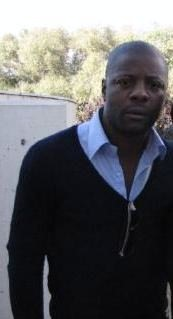

Pascal Olivier Nouma (Épinay-sur-Seine, 6 januari 1972) is een Frans voormalig voetballer.
Nouma begon zijn carrière bij de Franse club Paris Saint-Germain. In het jaar 2000 werd hij door de Italiaanse trainer Nevio Scala weggeplukt bij RC Lens en naar Beşiktaş getransfereerd. Na één seizoen werd hij verkocht aan Olympique Marseille. Na een teleurstellend seizoen keerde hij, na druk van de supporters op het bestuur van Beşiktaş, terug bij Beşiktaş. Later in dat seizoen werd hij voor zeven maanden geschorst door de Turkse Voetbal Federatie omdat hij zijn doelpunt tegen Fenerbahçe te uitbundig gevierd zou hebben door zijn geslachtsdeel vast te pakken. Na de bekendmaking van de schorsing werd zijn contract ontbonden en vertrok hij een seizoen later naar Qatar. In 2006 zette hij een punt achter zijn professionele carrière.
Vandaag de dag wordt de naam van de clubicoon nog steeds gescandeerd door de supporters van Beşiktaş. In 2006 speelde hij in de Turkse filmkomedie Dünyayı Kurtaran Adamın Oğlu.

## Clubs
- 1988/89 Paris Saint-Germain 18 4
- 1989/90 Paris Saint-Germain 4 0
- 1990/91 Paris Saint-Germain 9 0
- 1991/92 Paris Saint-Germain 5 0
- 1992/93 Lille 22 2
- 1993/94 Caen 32 7
- 1994/95 Paris Saint-Germain 24 5
- 1995/96 Paris Saint-Germain 27 5
- 1996/97 RC Strasbourg 30 14
- 1997/98 RC Strasbourg 27 8
- 1998/99 RC Lens 27 8
- 1999/00 RC Lens 19 8
- 2000/01 Beşiktaş JK 24 18
- 2001/02 Olympique Marseille 11 1
- 2002/03 Beşiktaş JK 19 4
- 2003/04 Al-Khor
- 2004/05 Livingston 3 0